# Grande Valse brillante
La Grande Valse brillante de Chopin, op. 18, est une valse pour piano seul composée par Frédéric Chopin en 1833. Dans la tonalité de mi bémol majeur, elle a été publiée pour la première fois en 1834 et c'est la première des valses pour piano seul composées par Chopin.
Sa composition a été possible grâce à l'avancée mécanique du piano. Inventé par Érard en 1822, le mécanisme de double échappement permet au marteau de refrapper la corde, quelle que soit sa position (à la différence du clavecin). Cette valse permet de montrer ces avancées, dès le début, par les notes répétées.
Cette valse fut transposée pour grand orchestre par Igor Stravinsky en 1909 pour le ballet Les Sylphides de Serge Diaghilev, sous une forme approchant la valse viennoise. 
Chantée, cette valse est devenue un classique polonais, grâce en particulier à son interprétation par Ewa Demarczyk, reprise par Justyna Steczkowska.